# McKittrick (California)
McKittrick è un census-designated place (CDP) degli Stati Uniti d'America situato in California, nella contea di Kern.